# Wiedenborstel
Wiedenborstel là một đô thị ở huyện Steinburg, bang Schleswig-Holstein, Đức. Đô thị này có diện tích 4,52 km², dân số thời điểm 31 tháng 12 năm 2006năm 2006 là 5 người.
Đô thị này có cự ly khoảng 12 km về phía bắc của Kellinghusen, và 10 km về phía tây Neumünster, ở trung tâm Naturpark Aukrug.
Wiedenborstel, chỉ cówith only 5 người (31/12/2007), là đô thị ít dân nhất của Đức. Tất cả cư dân ở đây đều thuộc một gia đình. Năm 1910, thị trấn này vẫn còn có 119 dân .